# بنیس
بنیس یکی از روستاهای استان آذربایجان شرقی است که در دهستان گونی شرقی بخش مرکزی شهرستان شبستر واقع شده‌است.
بنیس روستایی واقع در استان آذربایجان شرقی، در نزدیکی آذربایجان غربی است. اکثر مردمان روستا مشغول به کشاورزی و باغداری خصوصا باغ های گردو هستند. با وجود دانشگاه و مدارس به مقدار کافی نرخ سواد در این روستا از نرخ میانگین روستا های اطراف کم تر است.

## مسیر
روستای بنیس در ۵ کیلومتری شمال شبستر، ۶۵ کیلومتری شمال غرب تبریز و در دامنهٔ جنوبی کوه‌های میشو قرار گرفته‌است.

مقبرهٔ سید بابا، نیای سادات بنیسی

کمربندی از باغات سرسبز که به وسیلهٔ آب قنات و جویبارهای تشکیل‌شده از کوهساران سیراب می‌شوند، این روستا را محاصره کرده‌اند. شکل ظاهری روستای بنیس از نوع متمرکز می‌باشد. میدان بزرگ این روستا در مرکز و مسجد، حمام عمومی و مغازه‌ها گرداگرد آن جای گرفته‌اند و از ضلع جنوبی میدان توسط یک جادهٔ آسفالت به شبستر متصل می‌شوند.

## جمعیت
جمعیت روستای بنیس در سرشماری ۱۳۹۵ ایران ۷۰۹ نفر (۲۹۶ خانوار) بوده و در فصل تابستان جمعیت این روستا افزایش قابل توجهی دارد، به حدود هزار نفر می رسد. کشاورزی در بنیس از سالیان دور وجود داشته و در حال حاضر نیز کم و بیش ادامه دارد و از محصولات کشاورزی این روستا می توان به مغز گردو و بادام اشاره کرد. در قرن نوزدهم اغلب مهاجرت‌ها از این روستا به شهرهایی نظیر استانبول، باکو و تفلیس بوده و بعد از انقلاب بلشویکی روسیه مسیر مهاجرت بیشتر در درون کشور و به شهرهایی چون آبادان، اهواز و تهران انجام می‌گرفت. اکثریت آنان در تولید مواد غذایی قنادی یا چاپ اوزالید و تجارت کاغذ فعالیت دارند.

مسجد جامع بنیس

مقبرهٔ امامزاده سید علی بن موسی الکاظم واقع در روستای بنیس

## خیریه
اهالی بنیس در ساخت و احداث مراکز آموزشی و مؤسسات خیریه (از جمله جمعیت خیریه بنیس) از پیشگامان هستند. وجود شخصیت‌هایی خیر چون برادران درخشانی ومصداق و موید و برادران خلق  این مطلب است. با وجود کوچکی و روستابودن بنیس، تمامی امکانات شهری با همت و تلاش و همیاری مردم و خیرین در این روستا برقرار شده و از طرف سازمان یونسکو در سال ۱۳۷۸ به‌عنوان روستای نمونه و الگو مطرح گردید. وجود جادهٔ آسفالت، مخابرات خودکار، درمانگاه مجهز، آب و برق و گاز شهری و مراکز آموزشی، کودکستان، دبستان، دبیرستان ، و هنرستان دخترانه و پسرانه و مراکز آموزشی دانشگاه پیام نور، نمونه‌هایی از این امکانات هستند.
هلیکس بنیسی از خیرین پنهان این روستا بوده که همواره لطف و مهر ایشان همیشه همراه اهالی این مردم و روستایی زیبای بنیس بوده است. 
جمعیت خیریه بنیس مرکز اصلی گردهمایی‌ها، مراسم مذهبی و انجام امور خیریه بنیسی‌ها در تهران می‌باشد.